# Calophyllum trachycaule
Calophyllum trachycaule là một loài thực vật có hoa trong họ Calophyllaceae. Loài này được Lauterb. mô tả khoa học đầu tiên năm 1922.